# Юрко Дячишин
Юрко́ Дячи́шин (нар. 1980, м. Львів) — український фотограф. Член Української асоціації професійних фотографів.

## Життєпис
Юрко Дячишин народився 1980 року в місті Львові.
Роботи опубліковані в New York Times, Telegraph, Der Spiegel, Die Weltwoche, Mirror, La Repubblica, De Standaard, L'Hebdo, Los Angeles Times, The Wall Street Journal, Washington Post, CNN та інші; зберігаються в приватних колекціях у багатьох країнах світу.
Від 2003 — документує вуличне життя міста Львова.
У доробку є проєкти:
- «Slavik's Fashion» (2011—2013)[5][6];
- «Його сни» (2004—2012)[2];
- «Карпатські пастухи» (2005—2019)[2][7][8];
- «Коні» (2009—2020)[2];
- «Лавочки» (2004—2012)[2];
- «Святий Франклін» (2015)[2];
- «Terra Galicia» (2017—2020)[9][10].

## Виставки

### Персональні виставки
- 2022 — Карпатські пастухи, галерея «Дзиґа», Львів, Україна[11];
- 2021 — Terra Galicia, Музей сучасного українського мистецтва Корсаків, Луцьк, Україна[12];
- 2021 — Terra Galicia, Підгорецький замок, Львівська галерея мистецтв, Україна;
- 2021 — Slavik’s Fashion на виставці «Чутливість. Сучасна українська фотографія», Мистецький арсенал, Київ, Україна;
- 2021 — Slavik's Fashion, галерея Підземний Перехід Ваґабундо, Івано-Франківськ[13];
- 2019 — Terra Galicia, ТРЦ Victoria Gardens, Львів, Україна;
- 2019 — Terra Galicia, галерея «Дзиґа», Львів, Україна[14][15];
- 2015 — Slavik's Fashion, галерея «Дзиґа», Львів, Україна;
- 2012 — Місце гри, МО «Дзиґа», «СТІНА 3х6», Львів, Україна;
- 2012 — Лавочки, галерея «Дзиґа», Львів, Україна;
- 2010 — Bonjour Paris!, ГО «Альянс Франсез», Львів, Україна;
- 2010 — Його сни, галерея «Дзиґа», Львів, Україна;
- 2010 — Miłość Publiczna, Galeria Atavantich, Rynek 5, м. Ярослав, Польща;
- 2010 — The КОНі, фотоклуб-кафе «Ч/Б.5х5», Львів, Україна;
- 2009 — Карпатські пастухи, «Galeria Rynek 6», м. Ярослав, Польща;
- 2009 — Лавочки, у рамках проєкту «L²», Люблін, Польща;
- 2009 — Лавочки, Кам'яна зала Уряду м. Краків, Польща;
- 2008 — Львів-Life, Художній музей, Дніпропетровськ, Україна;
- 2007 — Світло у тобі, Львівська філармонія, Львів, Україна;
- 2006 — Життя прекрасне, галерея «Дзиґа», Львів, Україна;
- 2005 — Звуки міста, галерея «Дзиґа», Львів, Україна.

### Фестивалі
- 2019 — Gold Reserve, фотофестиваль «Month of Photography in Grenoble», Ґренобль, Франція;
- 2017 — Slavik's Fashion, на виставці «Відомі-Невідомі. Львівська фотографія після 2000 року», на Białystok Interphoto Festival 2017, Білосток, Польща;
- 2015 — Коні, «Ballarat International Foto Biennale». Балларат, Австралія;
- 2013 — Slavik's Fashion, фестиваль «Місяць фотографії в Кракові», Польща;
- 2013 — Карпатські пастухи, (cлайд-шоу) «Angkor Photo Festival». Камбоджа;
- 2011 — Bonjour Paris!, фестиваль Французька весна, Дрогобич, Україна;
- 2011 — Його сни, фотоінсталяція на фестивалі «Noc kultury», Люблін, Польща.

## Нагороди
- 2014 — Спеціальна нагорода журі на міжнародному конкурсі «Humanity Photo Awards 2013». Пекін, Китай;
- 2013 — 1-ше місце в категорії «Портрет», 3-тє місце в категорії «Документальна фотографія», 2-ге місце в категорії Серія року (Репортаж), на конкурсі Фотограф року 2012. Київ, Україна;
- 2011 — 1-ше місце в категорії «Репортажна фотографія» на міжнародному конкурсі «Zestaw 2011», Свідніца, Польща;
- 2010 — 1-ше місце в категорії «Репортажна фотографія» на міжнародному конкурсі «Zestaw 2010», Свідніца, Польща;
- 2009 — Срібна медаль «За фотографічну творчість» фотофестивалю «I Miedzynarodowy Festiwal Fotografii Młodych», Ярослав, Польща;
- 2009 — 1-ше місце в категорії «Репортажна фотографія» на міжнародному конкурсі «Zestaw 2009», Свідніца, Польща;
- 2008 — Друге місце на міжнародному конкурсі «Zestaw 2008», Свідніца, Польща;
- 2008 — Гран-прі на всеукраїнському фотоконкурсі «Україна: країна для кожного», Київ, Україна;
- 2007 — 1-ше місце на всеукраїнському фотоконкурсі «Культура пиття» Одеса, Україна;
- 2007 — Гран-прі бієнале художньої фотографії «Вікна — очі оселі», Львів, Україна;
- 2006 — 1-ше місце на міжнародному конкурсі фотокореспондентів «Євразія. Соціальний портрет»;
- 2006 — Золота медаль FIAP, «31thZagrebSalon», Загреб, Хорватія;
- 2005 — Гран-прі Київського фотосалону 2005;
- 2005 — 1-ша нагорода Маршалка Воєводства Лодзького і золота медаль «За фотографічну творчість» на міжнародному конкурсі «Людина в пейзажі», Радомсько, Польща.